# Edvard Ravnikar

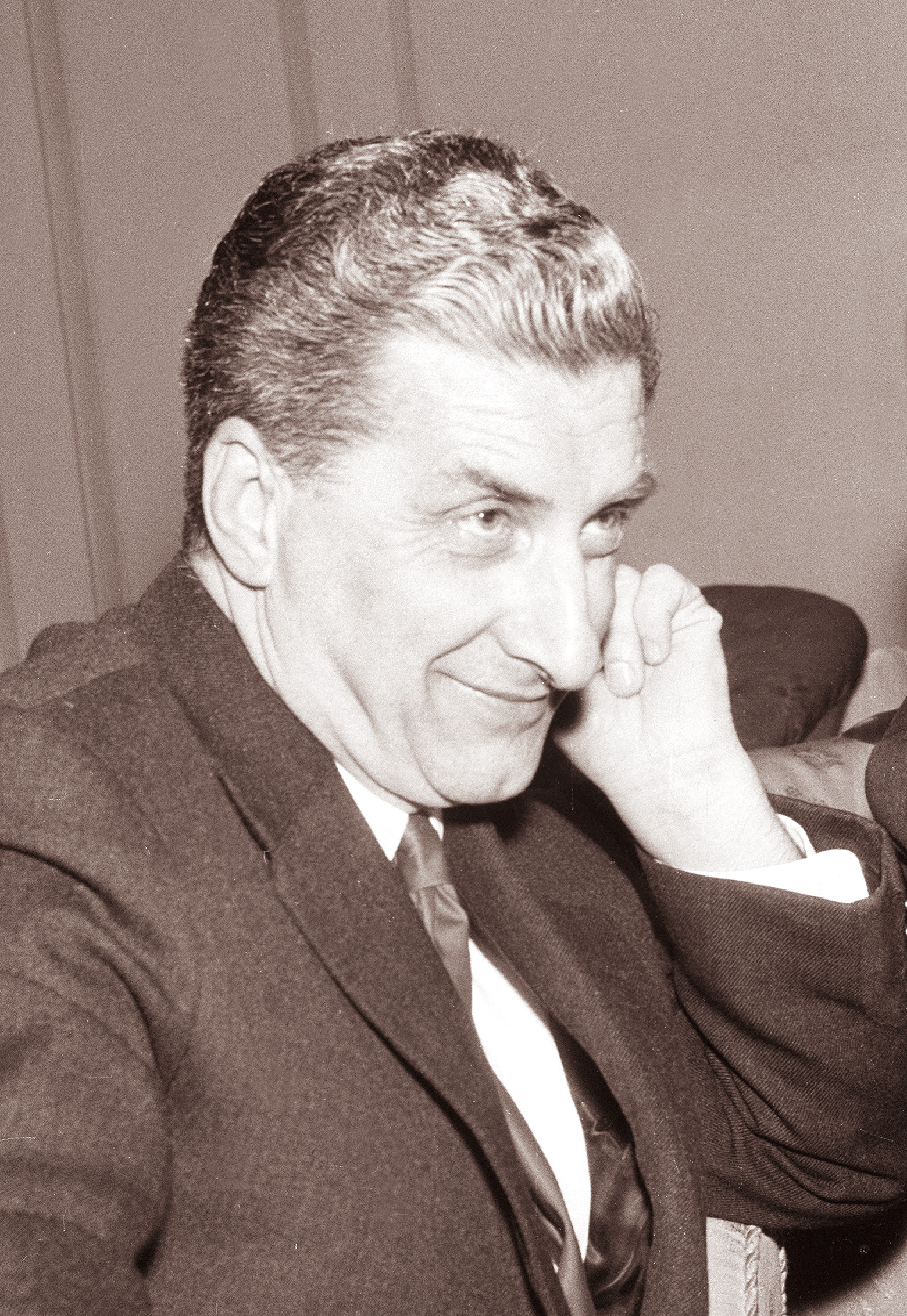
Edvard Ravnikar (1961)

Edvard Ravnikar (* 4. Dezember 1907 in Novo mesto, Österreich-Ungarn; † 23. August 1993 in Ljubljana, Slowenien) war ein slowenischer Architekt.

## Leben und Wirken
Ravnikar war von 1938 bis 1939 Schüler des Architekten Jože Plečnik. Er war von 1946 bis 1980 Professor an der Architektur-Fakultät der Universität Ljubljana. Ravnikar ist in Ljubljana mit prominenten Bauten vertreten, darunter dem Platz der Republik. Er starb im Alter von 85 Jahren in Ljubljana.

## Werkliste (Auswahl)

### Bauwerke
Denkmäler und Gedenkorte
- Beinhaus für die Gefallenen des Ersten Weltkriegs, Žale Friedhof, Ljubljana, 1937[2]
- Battelino Familiengrab, Friedhof Žale, Ljubljana, entworfen 1938
- Zwei Denkmäler für die Frauendemonstrationen während des Krieges, Ljubljana, entworfen 1951
- Begräbnisstätte der Geiseln von Begunje, entworfen 1952, enthüllt 1953
- Grabstätte der Geiseln im Draga-Tal bei Begunje, entworfen 1952, enthüllt 1953[3][4]
- Gedenkstätte für die Internierten des Konzentrationslagers Rab, Kroatien, 1953
- Denkmal für die Gefallenen des Zweiten Weltkriegs, Kovor, Slowenien, enthüllt 1953
- Denkmal für die Gefallenen des Zweiten Weltkriegs, Nova vas, Slowenien 1955
- Denkmal für die Gefallenen während des Zweiten Weltkriegs, Rečica ob Savinji, Slowenien, 1956
- Denkmal für die Gefallenen während des Zweiten Weltkriegs, Ig, Slowenien, 1958
- Zwei Denkmäler des National- und Befreiungskrieges, Pivka, Slowenien, 1958

Museen und Kulturzentren
- Slowenisches Museum für Moderne Kunst, Ljubljana, 1940–1951
- Erweiterung der Nationalgalerie, Puharjeva ulica, Ljubljana, 1992–1993
- Cankarjev Dom Kultur- und Kongresszentrum, Ljubljana, 1982–1983

Verwaltungs- und Universitätsgebäude
- Faculty of Civil and Geodetic Engineering, Jamova Street, Ljubljana, 1963–1966[5]
- Slovenian Forestry Institute, Ljubljana, Slovenia, 1948[6]
- Student campus Ljubljana, Slovenia, 1950–1957[7]

Hotels, kommerzielle Gebäude
- Maximarket Einkaufszentrum, Ljubljana, 1972–1973[8]

### Stadt- und Landschaftsplanung

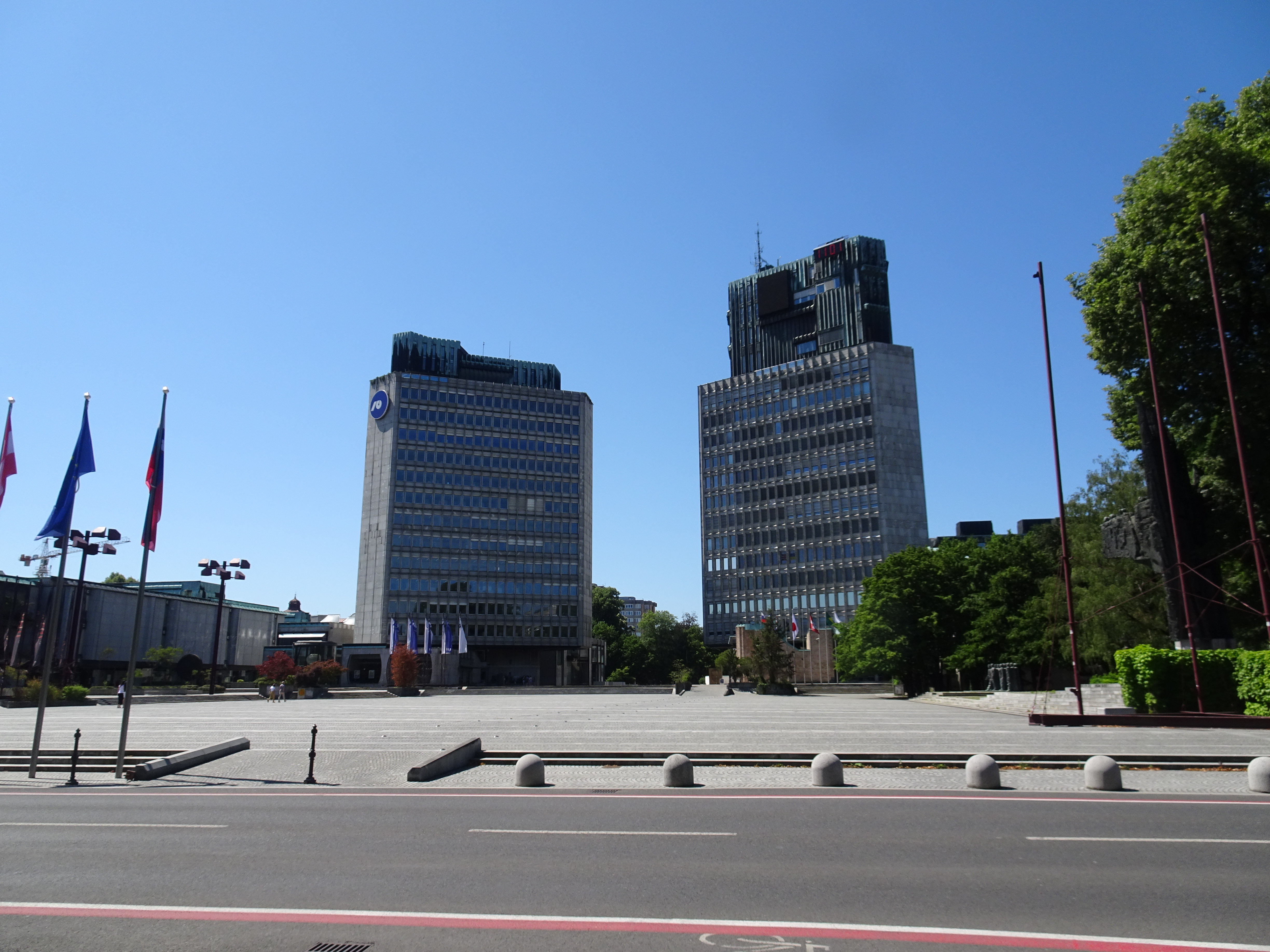
Platz der Republik, Ljubljana

- Stadtplanung für Ljubljana, 1945–1946
- Revitalisierungsplan für die südslowenische Region Žužemberk, Kočevje und Ribnica, 1946
- Planung für den Revolutionsplatz (jetzt Platz der Republik), Ljubljana, 1961–1974
- Master Plan für Skopje, Nordmazedonien. Wiederaufbau nach dem Erdbeben 1963
- Regionalplan für Bled, 1965–1967

### Design

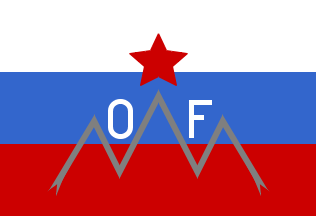
Fahne der Slowenischen Befreiungsfront 1941

- Symbol der Slowenischen Befreiungsfront (Triglav OF), 1941

## Auszeichnungen (Auswahl)
Edvard Ravnikar wurde vielfach ausgezeichnet. Unter anderem mit dem Prešeren-Preis für sein Lebenswerk, dem Župančič-Preis der Stadt Ljubljana 1965, dem Plečnik-Preis 1975 und 1987, dem AVNOJ-Preis 1984  und mit dem Wiener Herder-Preis (1988). Er war Mitglied der Jugoslawischen Akademie in Zagreb und Slowenischen Akademie der Wissenschaften und Künste. Die Technische Universität Graz (Graz) verlieh 1988 wurde die Ehrendoktorwürde verliehen.